# Contea di Barcoo
La contea di Barcoo è una Local Government Area che si trova nel Queensland. Essa si estende su una superficie di 62.000,7 chilometri quadrati e ha una popolazione di 350 abitanti. La sede del consiglio si trova a Jundah.